# Visceral Games
Visceral Games (antes EA Redwood Shores) fue un estudio de desarrollo de videojuegos estadounidense que formaba parte internamente de Electronic Arts. Es famoso principalmente por la exitosa saga Dead Space. El estudio cerró finalmente el 17 de octubre del 2017.

## Historia
Visceral Games es parte de EA Games Label; el estudio está bajo los auspicios del vicepresidente Patrick Söderlund que gestiona todos los estudios de Games Label desde Estocolmo, Suecia. Antes de su ida para fundar Sledgehammer Games, Glen Schofield fue el vicepresidente y gerente general de Visceral Games. El estudio era conocido como EA Redwood Shores, antes de cambiar su nombre a Visceral Games en mayo de 2009.
Visceral Games se encuentra ubicada en Redwood Shores, California, en el mismo lugar de la sede corporativa de Electronic Arts. Hubo un estudio de Visceral Games en Australia con sede en Melbourne, pero cerró el 19 de septiembre de 2011. En 2013, Electronic Arts compró los derechos para el desarrollo de los juegos de Star Wars de Disney. Posteriormente, Electronic Arts confirmó que además de Visceral Games, Bioware y DICE estaban desarrollando juegos de Star Wars.
Este estudio cerró el 17 de octubre de 2017 tras llegar a una situación complicada en uno de los desarrollos de un videojuego de Star Wars. Según apuntó Patrick Söderland, necesitaban cambiar el diseño del juego, lo que desencadenó la desaparición de Visceral Games.

## Videojuegos
| Nombre del videojuego                       | Lanzamiento | Plataformas                                                                                |
| ------------------------------------------- | ----------- | ------------------------------------------------------------------------------------------ |
| NASCAR Rumble                               | 2000        | PlayStation, PlayStation Portable                                                          |
| James Bond 007: Agent Under Fire            | 2001        | PlayStation 2, Xbox, GameCube                                                              |
| El Señor de los Anillos: el retorno del Rey | 2003        | PlayStation 2, Xbox, GameCube, Game Boy Advance, Mac, Microsoft Windows                    |
| James Bond 007: Everything or Nothing       | 2004        | PlayStation 2, Xbox, GameCube                                                              |
| El Señor de los Anillos: la Tercera Edad    | 2004        | PlayStation 2, Xbox, GameCube                                                              |
| 007: From Russia with Love                  | 2004        | PlayStation 2, Xbox, GameCube                                                              |
| El padrino                                  | 2006        | PlayStation 2, PlayStation 3, Xbox, Xbox 360, Wii, Microsoft Windows, PlayStation Portable |
| Los Simpson: el videojuego                  | 2007        | PlayStation 2, PlayStation 3, Xbox 360, PlayStation Portable, Nintendo DS, Wii             |
| Dead Space                                  | 2008        | PlayStation 3, Xbox 360, Microsoft Windows, Android                                        |
| El padrino II                               | 2009        | PlayStation 3, Xbox 360, Microsoft Windows                                                 |
| Dead Space: Extraction                      | 2009        | PlayStation 3, Wii                                                                         |
| Dante's Inferno                             | 2010        | PlayStation 3, Xbox 360, PlayStation Portable                                              |
| Dead Space Ignition                         | 2010        | PlayStation 3, Xbox 360, PlayStation Portable                                              |
| Dead Space 2                                | 2011        | PlayStation 3, Xbox 360, Microsoft Windows                                                 |
| Dead Space 3                                | 2013        | PlayStation 3, Xbox 360, Microsoft Windows                                                 |
| Battlefield 3: End Game                     | 2013        | PlayStation 3, Xbox 360, Microsoft Windows                                                 |
| Army of Two: The Devil's Cartel             | 2013        | PlayStation 3, Xbox 360                                                                    |
| Battlefield Hardline                        | 2015        | PlayStation 3, Xbox 360, PlayStation 4, Xbox One, Microsoft Windows                        |